# Видор, Флоренс
Флоренс Видор (англ. Florence Vidor; 23 июля 1895, Хьюстон, штат Техас — 3 ноября 1977, Пасифик-Палисейдс, штат Калифорния) — американская актриса эпохи немого кино.

## Биография
Флоренс Кобб родилась в Хьюстоне, позже её мать вышла замуж за агента по торговле недвижимостью.
В немом кино начала сниматься благодаря своему мужу, режиссёру Кингу Видору, с которым она состояла в браке с 1915 по 1925 год. Первый контракт со студией Vitagraph Studios Кобб подписала в 1916 году.
Кобб азвелась с Кингом Видором в 1925 году, от брака родилась дочь Сюзанна, и сохранила фамилию Видор. В 1926 году вышла замуж за скрипача Яшу Хейфеца. Её карьера закончилась с появлением звуковых фильмов.
Кобб умерла 3 ноября 1977 году в возрасте 82 лет в своем доме в Пасифик-Палисадс, штат Калифорния.

## Избранная фильмография
- 1923 — Души на продажу — камео
- 1928 — Патриот — графиня Анна Остерман